# Nephthea tixierae
Nephthea tixierae is een zachte koraalsoort uit de familie Nephtheidae. De koraalsoort komt uit het geslacht Nephthea. Nephthea tixierae werd in 1968 voor het eerst wetenschappelijk beschreven door Verseveldt. 